# Cliff Edwards

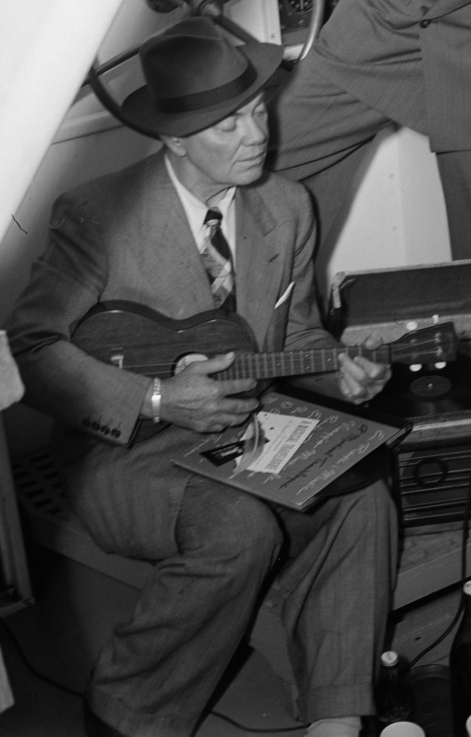
Cliff Edwards, 1947

Cliff Edwards (* 14. Juni 1895 in Hannibal, Missouri; † 17. Juli 1971 in Hollywood, Kalifornien), vielen Menschen auch unter seinem Künstlernamen Ukulele Ike bekannt, war ein US-amerikanischer Sänger, Vaudeville-Star, Filmschauspieler und Synchronsprecher. Er zählt zu den Pionieren des Scatgesangs. Bei Disney-Fans ist er vor allem als die Stimme von Jiminy Grille aus dem Film Pinocchio und somit als Sänger des Liedes „Wenn ein Stern in finstrer Nacht“ berühmt geworden. Er sprach zudem auch Jim Krähe aus Dumbo.

## Leben

### Frühe Jahre
Cliff Edwards wurde 1895 in Hannibal, Missouri, geboren. Mit 14 Jahren verließ er die dortige Schule und reiste nach St. Louis, Missouri, wo er sich als Sänger in verschiedenen Saloons verdingte. Da viele dieser Einrichtungen kein Klavier oder nur eines in schlechtem Zustand aufweisen konnten, lernte er Ukulele – eine Art Gitarre – zu spielen. Der Grund für die Wahl dieses Instruments ist die Tatsache, dass es damals das billigste war, welches man im ansässigen Musikgeschäft kaufen konnte. Den Künstlernamen „Ukelele Ike“ erhielt er aufgrund eines Klubbesitzers, der sich Edwards’ richtigen Namen nicht merken konnte. Fortan nannte er sich bei Auftritten selbst so.
Später spielte Edwards lange Zeit im Vaudeville. Seinen Durchbruch landete er schließlich 1918 im Arsonia Cafe in Chicago, Illinois, wo er zusammen mit dem Pianisten des Clubs, Bob Carleton, eine Melodie namens Ja-Da vorstellte. Das neue Musikstück wurde vom Publikum begeistert aufgenommen, und die Noten verkauften sich erfolgreich. Dank des damaligen Besitzers des Varietés, Joe Frisco, hatte Edwards die Möglichkeit, bei einem Theaterstück mitzuspielen, das im „Palace“ von New York aufgeführt wurde, dem berühmtesten Vaudeville-Theater der damaligen Zeit. Später wirkte er bei den Ziegfeld Follies mit, einer Reihe von Produktionen am Broadway.
1919 nahm Edwards seine erste Schallplatte auf. Drei Jahre später, 1922, war er mit den Arbeiten an einer Kollektion von Jazz-Liedern beschäftigt. Sein Erfolg machte den Musikverlag Pathé Records auf ihn aufmerksam, bei dem er im folgenden Jahr einen Vertrag unterschrieb. In der Firma wurde er schnell zu einem der wichtigsten und berühmtesten Sänger der 1920er Jahre, während derer er auch wieder in verschiedenen Broadway-Shows auftrat.
Während eines Auftritts im Orpheum Theatre in Los Angeles, Kalifornien, fiel er Irving Thalberg auf, dem Produktionsleiter des Filmstudios Metro-Goldwyn-Mayer (MGM). Er bot Edwards einen Platz als Schauspieler an und nach einigen Auftritten in kurzen Filmen wurde dieser durch seine Performance in Singin' in the Rain weltbekannt. Insgesamt trat Edwards in 33 Filmen, größtenteils Musicals, für MGM auf, darunter Marianne, Good News, Sidewalks of New York, George White's Scandals und George White's 1935 Scandals. Gleichzeitig arbeitete er regelmäßig für den Radiosender Columbia Broadcasting System (CBS), bei dem er seit 1932 eine eigene Show hatte, und war auch weiterhin als Sänger unterwegs.
Edwards war zu dieser Zeit nie besonders sorgfältig mit seinem Geld umgegangen, das er im Wirtschaftsboom der 1920er Jahre verdient hatte. Als 1929 die Börse zusammenbrach und die „Große Depression“ begann, arbeitete er zwar weiter, erreichte jedoch niemals den Status, den er zuvor innehatte. Den Großteil seines Geldes verlor er durch Unterhaltszahlungen an diverse Frauen und sonstige Schulden. Während der 1930er Jahre und Anfang der 1940er Jahre meldete er im Gesamten vier Mal bankrott an.

### Arbeit bei Disney
1940 erhielt Edwards von Walt Disney das Angebot, als Synchronsprecher bei seinen neuesten Film, Pinocchio, mitzuwirken. Disney hatte bereits einige Auftritte des Sängers gesehen, darunter auch dessen stimmlichen Part in Vom Winde verweht, wo er einen verwundeten Soldaten spricht, der sich an seine glückliche Kindheit erinnert. Zudem hatte Walt einige der Schallplatten von „Ukelele Ike“ gehört und war sich sicher, dass seine Stimme perfekt für das Lied „Wenn ein Stern in finstrer Nacht“ geeignet wäre. Edwards sagte zu und reiste kurz darauf zu den Studios. Die hierbei entstandene und im Februar 1940 veröffentlichte Single When You Wish Upon a Star wurde in den USA im Oktober 2021 mit einer Goldenen Schallplatte ausgezeichnet.
Am Set entwickelte sich schon sehr bald eine Freundschaft zwischen ihm – als Sprecher der Figur Jiminy Grille – und dem zwölfjährigen Dickie Jones, der Pinocchio sprach. Oft saßen die beiden zusammen und besprachen aktuelle Szenen und wie man sich in diesem Moment verhalten soll. An manchen Tagen nahm Edwards auch seine Ukulele mit zur Arbeit und spielte darauf „Wenn ein Stern in finstrer Nacht“. Eine spezielle Angewohnheit von ihm war dabei, dass er den ganzen Tag den gleichen Hut aufhatte.
Ein Jahr später arbeitete er zum zweiten Mal als Synchronsprecher eines Disney-Films. Er übernahm dabei die Rolle des Jim Krähe (beziehungsweise Jim Crow im Original) im Film Dumbo. Ward Kimball, einer der Hauptanimatoren an diesem Werk, sagte später zu dieser Arbeit, dass die Krähen selbst nie so gut funktioniert würden, wenn Edwards nicht ein Gespür für das richtige Timing gehabt hätte. Seine letzte Arbeit an einem Walt-Disney-Kinofilm war Fröhlich, Frei, Spaß dabei, in dem er abermals Jiminy Grille seine Stimme lieh.
In den 1950er Jahren kehrte Edwards wieder zu Disney zurück, dieses Mal arbeitete er jedoch für das Fernsehen, genauer gesagt für den Mickey Mouse Club. Dort hatte er eine Reihe von Auftritten und sprach weiterhin die Figur Jiminy Grille in deren verschiedenen Fernsehauftritten, in denen vor Gefahren im Alltag gewarnt wird. Für seine Leistungen als Synchronsprecher wurde er im Jahr 2000 schließlich posthum mit dem Titel „Disney-Legende“ geehrt.

### Späte Jahre

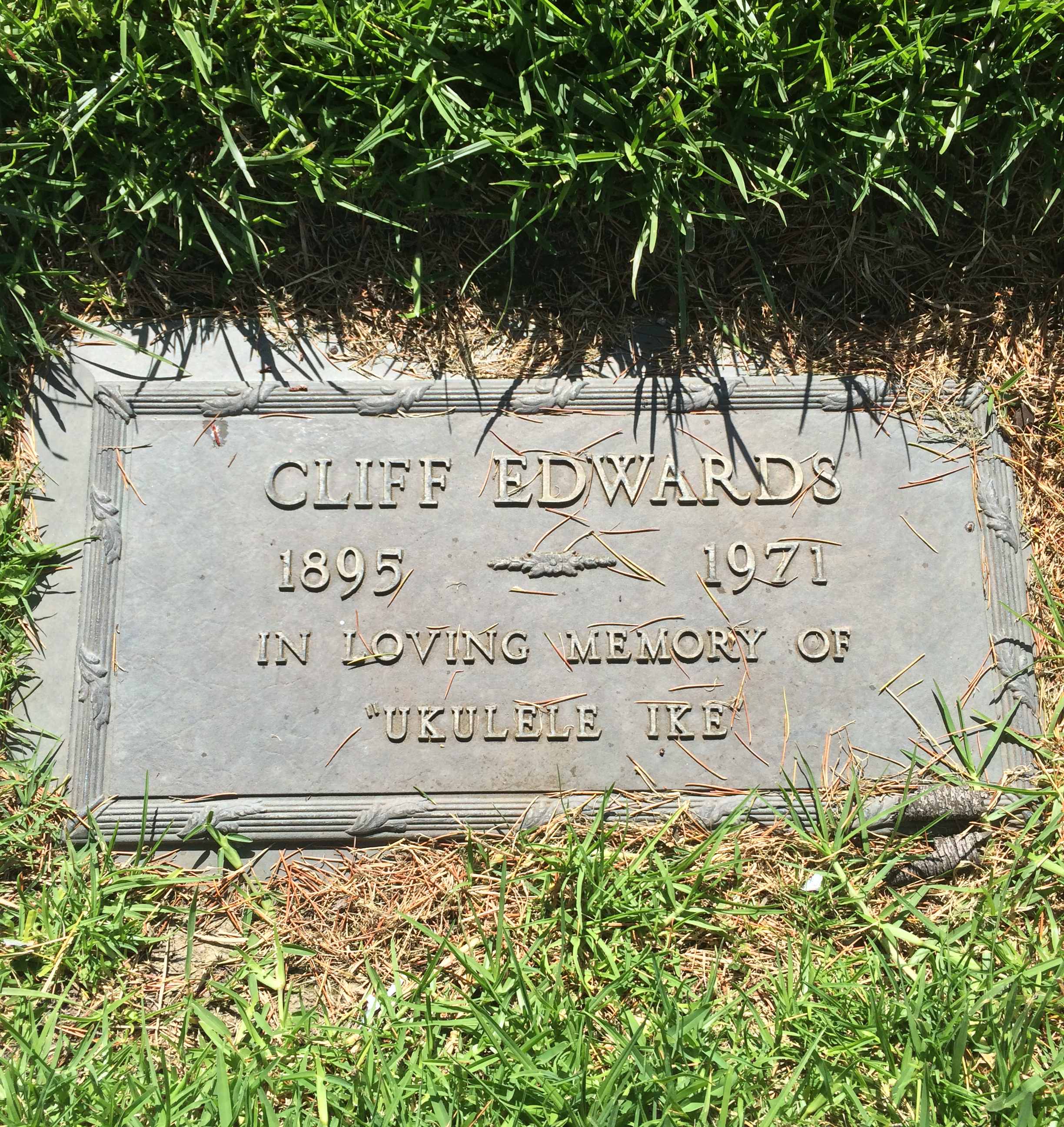
Cliff Edwards’ Grab im Valhalla Memorial Park, Hollywood

Edwards blieb dem Radio noch lange treu und hatte zwischen 1932 und 1946 mehrere verschiedene Radio-Shows. Als jedoch seine Popularität aufgrund der schlechten Schlagzeilen während der Großen Depression schwand, wurde er von anderen Sängern wie Bing Crosby, Russ Columbo oder Rudy Vallée abgelöst. Ersatz fand er drei Jahre später im Fernsehen, wo er nebst den bereits erwähnten Auftritten im Mickey Mouse Club auch eine eigene Show, The Cliff Edwards Show, erhielt. Die Sendung wurde drei Tage pro Woche (Montag-, Donnerstag- und Freitagabend) durch den Sender CBS television network ausgestrahlt. Zwischen dem 23. Mai und dem 1. Dezember entstanden so rund 75 Folgen.
Die letzten Jahre seines Lebens verbrachte Edwards größtenteils zurückgezogen in einem Heim für arbeitslose Schauspieler. Zeitweise hielt er sich auch auf dem Gelände der Walt Disney Studios auf, in der Hoffnung auf eine Arbeit als Synchronsprecher. Oder er traf verschiedene Mitarbeiter und erzählte ihnen beim Mittagessen von seinen Erlebnissen im Vaudeville. Während des Aufenthalts in einem Krankenhaus in Hollywood verstarb er friedlich am 17. Juli 1971. Da niemand für sein Begräbnis aufkommen wollte, plante man ursprünglich, ihn für medizinische Untersuchungen an die University of California, Los Angeles, zu übergeben. Doch als die Walt Disney Productions davon erfuhren, übernahm die Firma den Leichnam und zahlte für eine Beerdigung.

## Würdigung
Der Autor Will Friedwald sieht Cliff Edwards als einen der Pioniere in der Verwendung des Scatgesangs:

„Wenn er auch nicht der Erfinder dieser Technik war, so ist er doch sicherlich der erste, der Scat zu einem Eckpfeiler seines Stils machte. […] Ganz am Anfang seiner Plattenkarriere nimmt Edwards den heutigen Bobby McFerrin vorweg, indem er ganz allein eine ganze Band darstellt: Sänger, Bläsersolo und Begleitgruppe. Seine allererste Platte, James P. Johnsons Old-Fashioned Love, leitet er mit Scat-Phrasen ein, die der Trompeter Joe Smith auf einer Bessie-Smith-Platte gespielt haben könnte, und zwischen zwei Textchorusse baut er ein Scat-Solo anstelle eines Instrumentalsolos ein. Bei dieser Aufnahme von 1923 (Pathé) scattet er bloß die Melodie, aber bis 1924 war er dazu übergegangen, vollständig improvisierte Chorusse zu interpretieren, und die Breaks, die er sich für Gershwins Fascinatin´ Rhythm´ (Pathé) ausdachte, passen besser zu dem Titel als Gershwins eigene.“

„Cliff Edwards stand mit seinem vom Jazz beeinflussten Gesang eher am Rande und galt durch seine Filmrollen eher als Komiker, meist mit der Rolle des „besten Freundes“ des Helden oder dessen einfältigen Gefährten. Gerade sein besonderer Humor ließ ihn damals altmodisch erscheinen; daher taugte er nicht zu einer Persönlichkeit (wie etwa Bing Crosby), die die aufstrebende Unterhaltungsindustrie für ihre Stars suchte.“

## Filmografie (Auswahl)
- 1929: Marianne
- 1930: Lord Byron of Broadway
- 1930: Montana Moon
- 1930: Der brave Soldat Elmer (Doughboys)
- 1930: Way Out West
- 1931: Irrwege des Lebens (Dance, Fools, Dance)
- 1931: Wolkenstürmer (Hell Divers)
- 1931: Laughing Sinners
- 1931: The Great Lover
- 1931: Buster hat nichts zu lachen (Sidewalks of New York)
- 1931: Die Sünde der Madelon Claudet (The Sin of Madelon Claudet)
- 1932: Frechheit siegt (Fast Life)
- 1935: Red Salute
- 1937: Der Arzt und die Frauen (Between Two Women)
- 1937: Saratoga
- 1938: Im goldenen Westen (The Girl of the Golden West)
- 1939: Vom Winde verweht (Gone with the Wind) (nur Stimme)
- 1940: Sein Mädchen für besondere Fälle (His Girl Friday)
- 1940: Pinocchio (nur Stimme)
- 1940: Das Ultimatum für Bohrturm L 9 (Flowing Gold)
- 1942: Pirates of the Prairie
- 1942: Der König von Texas (American Empire)